# Oli d'albercoc
L'oli d’albercoc s’obté amb el premsat dels pinyols de l'albercoquer (Prunus armeniaca). Aquests pinyols tenen un percentatge d’oli del 40-50%. És un oli similar a l'oli d'ametlla i l'oli de préssec, però és més barat. L’oli d’albercoc es fa servir, en cosmètica, per suavitzar la pell.
Del turtó residual de la premsada se n’obté un oli essencial, que conté amigdalina
L’oli d’albercoc està principalment compost d'àcid oleic i àcid linoleic, els dos són greixos insaturats.